# Aconodes multituberculata
Aconodes multituberculata là một loài bọ cánh cứng trong họ Cerambycidae.